# New Bermuda
| Совокупная оценка    | Совокупная оценка |
| Источник             | Оценка            |
| -------------------- | ----------------- |
| AnyDecentMusic?      | 7.9/10            |
| Metacritic           | 85/100            |
| Оценки критиков      |                   |
| Источник             | Оценка            |
| AllMusic             | [ 4 ]             |
| The A.V. Club        | A−                |
| Consequence of Sound | A−                |
| Exclaim!             | 8/10              |
| The Guardian         | [ 8 ]             |
| Kerrang!             | 4/5               |
| Pitchfork            | 9.0/10            |
| Rolling Stone        | [ 11 ]            |
| Spin                 | 9/10              |
| Uncut                | 7/10              |

New Bermuda — третий студийный альбом американской блэкгейз-группы Deafheaven, выпущенный 2 октября 2015 года на лейбле ANTI-.
Альбом был записан в апреле 2015 года с продюсером Джеком Ширли на 25th Street Recording в Окленде, Калифорния, и Atomic Garden Recording в Пало-Альто, Калифорния. На обложке альбома изображена масляная картина Эллисон Шульник.
Трейлер альбома был выпущен 27 июля 2015 года. 18 августа 2015 года группа выложила первый сингл с альбома «Brought to the Water». 15 сентября 2015 года группа выложила второй сингл «Come Back». 23 сентября 2015 года альбом стал доступен для прослушивания на веб-сайте NPR.

## Список композиций
| №                   | Название               | Длительность |
| ------------------- | ---------------------- | ------------ |
| 1.                  | «Brought to the Water» | 8:37         |
| 2.                  | «Luna»                 | 10:14        |
| 3.                  | «Baby Blue»            | 10:06        |
| 4.                  | «Come Back»            | 9:16         |
| 5.                  | «Gifts for the Earth»  | 8:22         |
| Общая длительность: | Общая длительность:    | 46:35        |

| №                   | Название                        | Длительность |
| ------------------- | ------------------------------- | ------------ |
| 6.                  | «From the Kettle Onto the Coil» | 6:36         |
| Общая длительность: | Общая длительность:             | 53:11        |

## Участники записи

### Deafheaven
- Джордж Кларк — вокал
- Керри МакКой — гитара
- Дэниел Трейси — барабаны
- Стивен Кларк — бас-гитара
- Шив Мехра — гитара

### Технический персонал
- Джек Ширли — запись, сведение, мастеринг
- Эллисон Шульник — обложка
- Ник Стейнхардт (Touché Amoré) — дизайн

## Чарты
| Чарт (2015)                           | Высшая позиция |
| ------------------------------------- | -------------- |
| Бельгия/Фландрия (Ultratop)           | 88             |
| Германия (Offizielle Top 100)         | 51             |
| США (Billboard 200)                   | 63             |
| США (Billboard Independent Albums)    | 8              |
| США (Billboard Top Tastemaker Albums) | 5              |
| США (Billboard Top Hard Rock Albums)  | 9              |
| США (Billboard Top Rock Albums)       | 16             |